# Musei dell'Emilia-Romagna
Questa lista è suscettibile di variazioni e potrebbe essere incompleta o non aggiornata.

Il Servizio patrimonio culturale dell'Assessorato alla cultura e paesaggio dell'Emilia-Romagna recensisce 553 musei sul territorio regionale, di cui 126 nella Città metropolitana di Bologna, 77 in Provincia di Parma, 69 in Provincia di Modena, 58 in Provincia di Ravenna, 56 in Provincia di Forlì-Cesena, 46 in Provincia di Rimini, 44 in Provincia di Ferrara, 39 in Provincia di Reggio Emilia e 37 in Provincia di Piacenza. (dato consultato a febbraio 2021)
Qui di seguito l'elenco in ordine alfabetico per province dei musei dell'Emilia-Romagna:

(per i musei situati in altre regioni vedi: Musei italiani)
Inserire nuovi musei sotto le relative province. In evidenza i comuni con almeno tre musei segnalati.

## Città metropolitana di Bologna
Alto Reno Terme 
- Museo etnografico LabOrantes, nel complesso del Castello Manservisi a Castelluccio
- Museo del legno di Granaglione
- Museo del soul di Porretta Terme
- Museo tipografico di Porretta Terme
- Museo delle moto e dei ciclomotori Demm, a Porretta Terme

 Bologna 

- Biblioteca comunale dell'Archiginnasio
- Biblioteca Sala Borsa
- Casa Carducci
- Cineteca di Bologna
- Collezioni comunali d'arte
- Collezioni dell'Accademia Clementina e belle arti
- Collezione delle cere anatomiche Luigi Cattaneo
- Collezione di anatomia comparata dell'Università di Bologna
- Collezione di zoologia dell'Università di Bologna
- Conservatorio Giovanni Battista Martini
- Donazione Putti e raccolta Rizzoli Codivilla
- Galleria d'arte moderna di Bologna (chiusa nel 2007 e confluita nel MAMbo)
- MAST. Manifattura di Arti, Sperimentazione e Tecnologia
- Museo apistico
- Museo di anatomia patologica Cesare Taruffi
- Museo civico archeologico
- Museo civico del Risorgimento
- Museo civico medievale
- Museo civico d'arte industriale Davia Bargellini
- Museo d'arte moderna di Bologna (MAMbo)
- Museo del patrimonio industriale alla fornace Galotti
- Museo della Beata Vergine di San Luca
- Museo della Cattedrale di San Pietro
- Museo della Resistenza di Bologna
- Museo della Specola di Bologna
- Museo della Storia di Bologna
- Museo di palazzo Poggi
- Museo di antropologia
- Museo di fisica
- Museo di mineralogia Luigi Bombicci
- Museo di San Domenico
- Museo di San Giuseppe
- Museo di Santo Stefano
- Museo diocesano di San Petronio
- Museo Ducati
- Museo ebraico di Bologna
- Museo europeo degli studenti
- Museo geologico Giovanni Capellini
- Museo internazionale e biblioteca della musica di Bologna
- Museo mille voci e mille suoni
- Museo missionario d'arte cinese
- Museo Morandi
- Museo Ottocento Bologna
- Museo per la memoria di Ustica
- Museo speleologico Luigi Fantini
- Museo storico del soldatino M. Massacesi
- Museo della tappezzeria
- Museo europeo degli studenti
- Pinacoteca Nazionale di Bologna
- Quadreria di Palazzo Rossi Poggi Marsili
- Raccolta Lercaro
- Villa delle Rose

 Budrio 
- Museo dell'ocarina e degli strumenti musicali in terracotta "Franco Ferri"
- Museo civico archeologico e paleoambientale "Elsa Silvestri"
- Pinacoteca civica "Domenico Inzaghi"
- Museo dei burattini
- Museo della Valle dell'Idice
- Museo della patata
- Bottega del legno della famiglia Rapparini

 Dozza 
- Museo della Rocca
- Museo parrocchiale d'arte sacra

 Imola 
- Museo di San Domenico e pinacoteca
- Museo diocesano Pio IX
- Collezioni d'armi e di ceramiche della Rocca Sforzesca;
- Palazzo Tozzoni
- Collezione Benito Battilani
- Museo Checco Costa
- Museo della Cooperativa Ceramica d'Imola G. Bucci

 Ozzano dell'Emilia 
- Museo di anatomia degli animali domestici
- Museo dell'istituto nazionale per la fauna selvatica
- Museo G.B. Ercolani

 Pieve di Cento 
- Pinacoteca Civica
- Museo delle Storie di Pieve
- Museo della canapa
- Museo della Musica
- MAGI '900 - Museo delle eccellenze artistiche e storiche

 San Giovanni in Persiceto 
- Museo archeologico documentario "Liutprando"
- Quadreria civica

 Altri 
- Gelato Museum Carpigiani, Anzola dell'Emilia
- Museo archeologico ambientale, Anzola dell'Emilia
- Museo della civiltà contadina di Villa Smeraldi, San Marino (Bentivoglio)
- Museo della cultura materiale, Borgo Tossignano
- Museo della guerra, Castel del Rio
- Archivio museo Giuseppe Mengoni, Fontanelice
- Museo Ferruccio Lamborghini, Funo di Argelato
- Centro di documentazione della cultura montanara, Lizzano in Belvedere
- Museo nazionale etrusco "Pompeo Aria", Marzabotto
- Museo civico, Medicina
- Museo archeologico Luigi Fantini, Monterenzio
- Museo della civiltà contadina dell'Appennino, Piamaggio (Monghidoro)
- Museo dei tarocchi, Riola (Vergato)
- Museo della preistoria "Luigi Donini", San Lazzaro di Savena
- Museo Lamborghini, Sant'Agata Bolognese
- Museo civico archeologico Arsenio Crespellani, Bazzano (Valsamoggia)
- Ca' la Ghironda Modern Art Museum, Ponte Ronca (Zola Predosa)

## Provincia di Ferrara
Ferrara 
- Pinacoteca nazionale
- Museo archeologico nazionale
- Palazzo Schifanoia
  - Collezione Riminaldi (ospitata dal 2005 al 2021 nel Palazzo Bonacossi, ora nel percorso museale di Palazzo Schifanoia)
  - Museo lapidario
- Museo della cattedrale
- Palazzina di Marfisa d'Este
- Casa di Ludovico Ariosto
- Castello Estense
- Cella del Tasso
- Musei di Palazzo Massari:
  - Museo Giovanni Boldini
  - Museo dell'Ottocento
  - Museo d'arte moderna e contemporanea Filippo de Pisis
  - Spazio Antonioni (aperto nel 2024 nella sede che ospitava il Padiglione d'arte contemporanea; riprende le collezioni del Museo Michelangelo Antonioni, chiuso nel 2006)
- Museo di storia naturale
- Biblioteca comunale Ariostea
- Museo del Risorgimento e della Resistenza
- Museo di paleontologia e preistoria Piero Leonardi
- Centro di documentazione del mondo agricolo ferrarese
- Museo dell'illustrazione (chiuso dal 2005)
- Museo Nazionale dell'Ebraismo Italiano e della Shoah

 Argenta 
- Museo Civico
- Museo Don Giovanni Minzoni
- Museo delle Valli di Argenta, Campotto di Argenta
- Museo della bonifica, Saiarino di Argenta

 Bondeno 
- Museo d'Arte Moderna e Contemporanea - Pinacoteca Civica "G.Cattabriga".
- Museo privato della meteorologia
- Museo Civico Archeologico "G. Ferraresi", Stellata

 Cento 
- Galleria d'arte moderna A. Bonzagni
- Museo del teatro G. Borgatti
- Pinacoteca civica di Cento

 Comacchio 
- Museo Delta Antico (già Museo della nave romana)
- Museo alternativo Remo Brindisi
- Museo mariano d'arte sacra contemporanea
- Museo della Manifattura dei Marinati

Voghiera
- Museo del modellismo storico
- Museo civico di Belriguardo

 Altri 
- Museo del bracciante artigiano, Berra di Riva del Po
- Museo pomposiano, Codigoro
- Museo di educazione ambientale, Mesola
- Stabilimento idrovoro di Marozzo

## Provincia di Forlì-Cesena
Forlì 
- Musei di San Domenico
- Armeria Albicini
- Musei civici di Forlì
- Museo archeologico A. Santarelli
- Museo del Risorgimento
- Museo di San Mercuriale

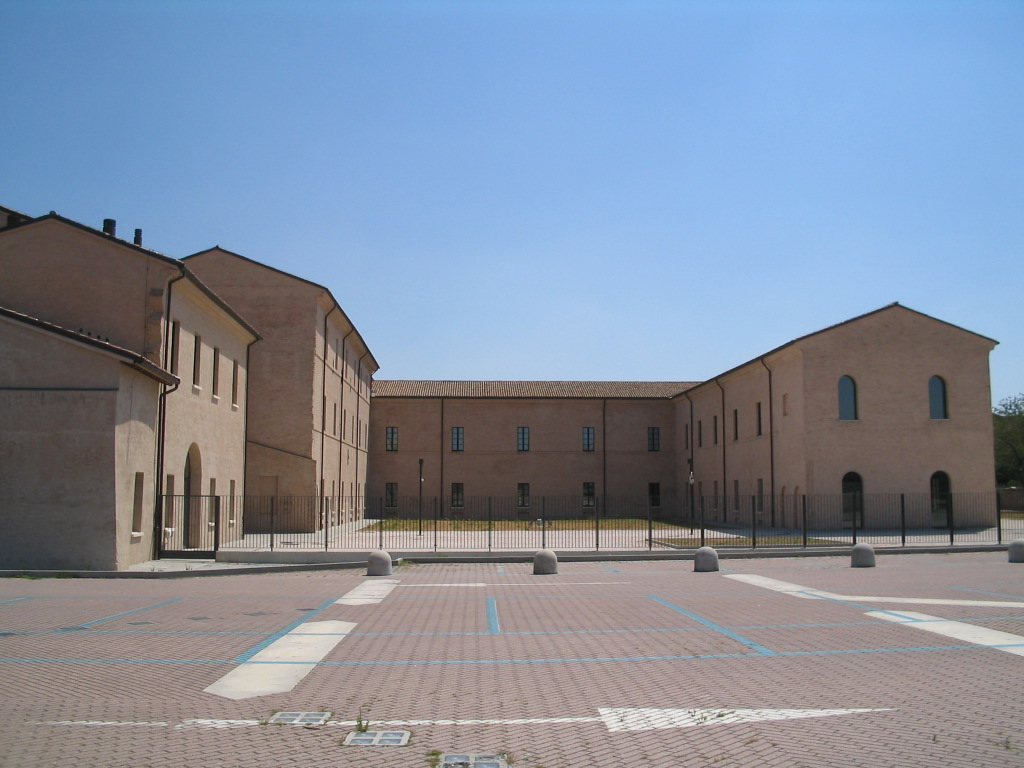
Il complesso di San Domenico, a Forlì.

- Museo etnografico della civiltà contadina di Forlì
- Museo etnografico B. Pergoli
- Museo ornitologico U. Foschi
- Museo romagnolo del teatro
- Palazzo Romagnoli e Collezione Verzocchi

 Bertinoro 
- Museo Enzo Brunori
- Museo diocesano di Bertinoro
- Museo Interreligioso di Bertinoro

 Borghi 
- Museo della civiltà contadina
- Museo e biblioteca F. Renzi

 Castrocaro Terme e Terra del Sole 
- Museo storico della Fortezza di Castrocaro, Castrocaro Terme
- Museo dell'uomo e dell'ambiente, Terra del Sole

 Cesena 
- Biblioteca Malatestiana
- Casa museo Renato Serra
- Galleria comunale d'arte

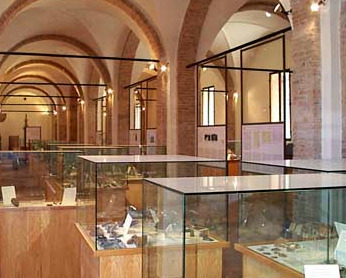
Interno del Museo archeologico di Cesena.

- Galleria dei dipinti antichi della Cassa di risparmio di Cesena
- Museo archeologico di Cesena
- Museo della centuriazione
- Museo diocesano e della cattedrale di Cesena
- Museo dell'Immagine
- Museo di scienze naturali
- Museo di storia dell'agricoltura
- Museo del Teatro
- Pinacoteca comunale di Cesena
- Spazio espositivo per mostre archeologiche
- Parco archeologico del Colle Garampo

 Cesenatico 
- Museo della marineria
- Antiquarium di Cesenatico
- Casa museo Marino Moretti

 Longiano 
- Museo d'arte sacra
- Museo italiano della ghisa
- Fondazione Tito Balestra
- Museo del territorio
- Museo del disco d'epoca

 Meldola 
- Museo di Ecologia

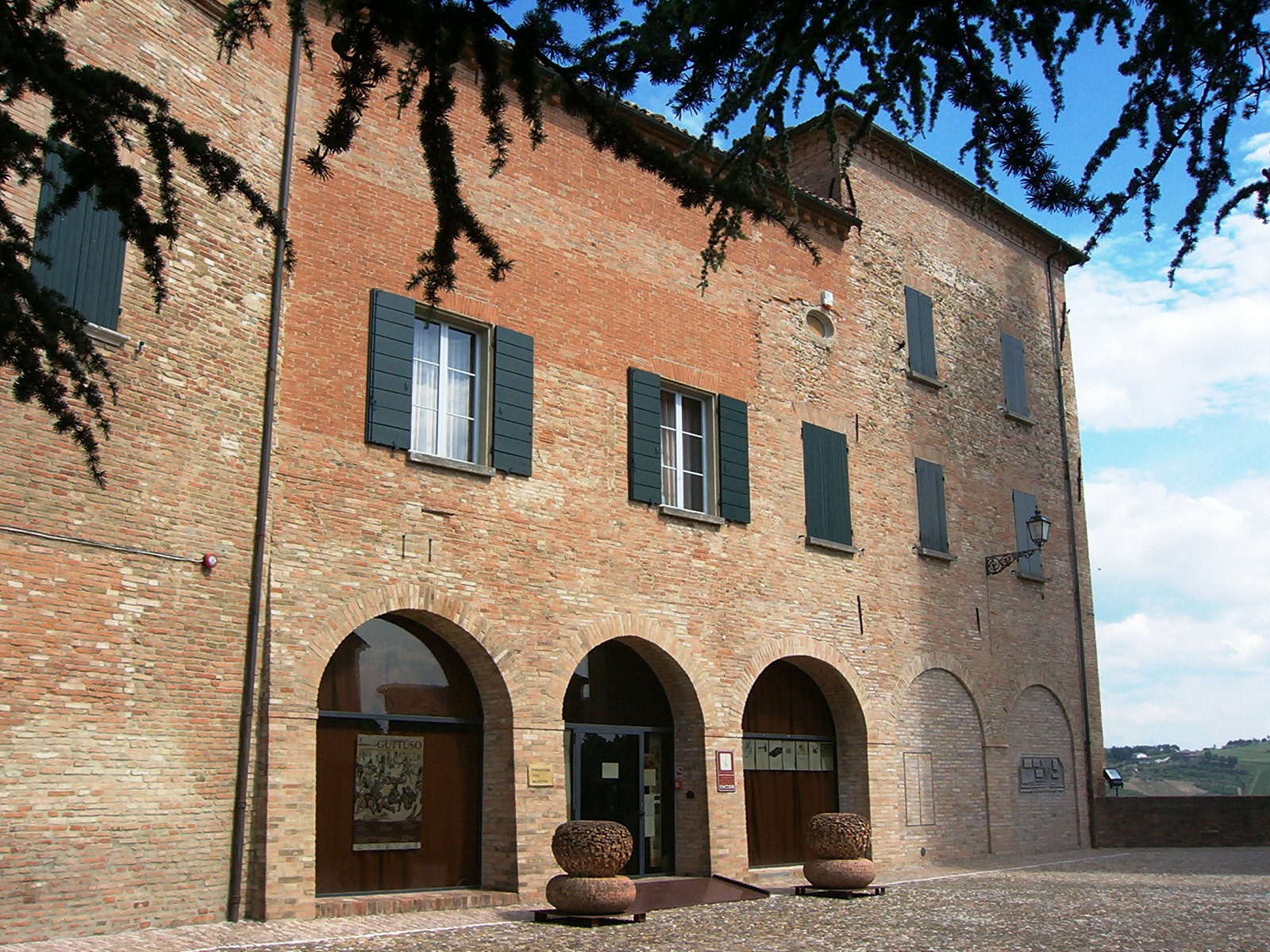
Fondazione Tito Balestra

- Museo del baco da seta "Ciro Ronchi"

 Modigliana 
- Museo civico e Risorgimentale Don Giovanni Verità
- Pinacoteca Civica "Silvestro Lega"

 Sarsina 
- Museo diocesano d'arte sacra
- Museo archeologico nazionale di Sarsina

 Altri 
- Museo naturalistico della Vallata del Bidente, Bagno di Romagna
- Museo archeologico civico, Forlimpopoli
- Museo civico monsignor Mambrini, Galeata
- Centro di esposizione della flora e della fauna locale, Premilcuore
- Museo di arte sacra
- Casa natale di Giovanni Pascoli, San Mauro Pascoli
- Galleria d'arte contemporanea V. Stoppioni, Santa Sofia
- Museo di arte povera, Sogliano al Rubicone

## Provincia di Modena
Modena 
- Biblioteca estense
- Galleria Estense
- Gipsoteca Graziosi
- Musei del Duomo di Modena
- Museo casa Enzo Ferrari
- Museo civico di Modena
- Museo civico del Risorgimento
- Museo d’auto e moto d’epoca “Umberto Panini”
- Museo della figurina
- Museo lapidario estense
- Museo muratoriano
- Museo universitario di storia naturale e della strumentazione scientifica

Carpi
- Musei di Palazzo Pio
- Museo-monumento al deportato politico e razziale e Campo di Fossoli
- Museo diocesano di Carpi

 Mirandola 
- Museo civico
- Museo del biomedicale

Fiorano Modenese
- Museo della ceramica
- Museo delle ceramiche artistiche sassolesi

Sestola
- Musei del Castello di Sestola che includono:
Museo della civiltà montanara
Museo degli strumenti musicali meccanici
Mostra "La Stanza dei Ricordi"

 Altri 
- Museo della bilancia, Campogalliano
- Museo civico archeologico Anton Celeste Simonini, Castelfranco Emilia
- Parco archeologico e museo all'aperto della Terramara di Montale, Castelnuovo Rangone
- Museo civico, Finale Emilia
- Galleria Ferrari, Maranello
- Museo di ecologia e storia naturale, Marano sul Panaro
- Museo della repubblica partigiana di Montefiorino, Montefiorino
- Raccolta di cose contesine, Montese
- Antiquarium di Nonantola, Nonantola
- Museo naturalistico del Frignano, Pavullo nel Frignano
- Mostra archeologica G. Venturini, San Felice sul Panaro
- Museo civico, Vignola

## Provincia di Parma
Parma 

- Musei di Palazzo della Pilotta:
  - Galleria nazionale
  - Biblioteca Palatina
  - Museo archeologico nazionale
  - Museo Bodoniano
- Accademia di belle arti
- Camera di San Paolo
- Pinacoteca Stuard
- Castello dei Burattini - Museo G.Ferrari
- Museo diocesano
- Museo Glauco Lombardi
- Museo costantiniano della Steccata
- Museo Fondazione Cariparma
- Museo Amedeo Bocchi
- Museo Renato Vernizzi
- Antica spezieria di San Giovanni
- Galleria d'arte Niccoli
- Museo d'arte cinese ed etnografico
- Archivio di Stato
- Centro studi e archivio della comunicazione (CSAC)
- Casa della Musica
- Casa del Suono
- Casa natale di Arturo Toscanini
- Museo Storico Riccardo Barilla del Conservatorio di Parma
- Orto botanico
- Museo di storia naturale
- Museo dipartimentale di Anatomia Umana, Farmacologia, Scienze Medico-Forensi
- Museo di Scienze Biomediche, Biotecnologiche e Traslazionali (S.Bi.Bi.T.)
- Museo sezione di Anatomia degli Animali
- Collezione Strumenti Scientifici "Macedonio Melloni"
- Museo Paleontologico Parmense
- Museo di mineralogia
- Museo italiano della profumeria

 Bedonia 
- Polo museale del seminario vescovile

 Busseto 
- Casa natale di Giuseppe Verdi
- Museo Nazionale Giuseppe Verdi
- Museo Renata Tebaldi
- Casa Barezzi

 Collecchio 
- Museo del pomodoro
- Museo della pasta
- Museo Ettore Guatelli, Ozzano Taro

 Fidenza 
- Museo diocesano
- Museo dei fossili dello Stirone
- Museo civico del Risorgimento Luigi Musini

 Fontanellato 
- Labirinto della Masone
- Rocca Sanvitale

 Langhirano 
- Castello di Torrechiara
- Museo del Risorgimento "F. Tanara"
- Museo del prosciutto e dei salumi di Parma

 Neviano degli Arduini 
- Museo storico della Resistenza "S. Maneschi"
- Museo dei lucchetti, Cedogno

 Soragna 
- Museo della civiltà contadina
- Museo del Parmigiano-Reggiano
- Museo ebraico Fausto Levi
- Rocca Meli Lupi di Soragna

 Traversetolo 
- Museo Renato Brozzi
- Fondazione Magnani-Rocca, Mamiano

 Altri 
- Museo della civiltà valligiana, Bardi
- Museo naturalistico e della civiltà contadina, Berceto
- Museo dell'ingegno popolare e della tecnologia preindustriale, Colorno
- Castello di Compiano, Compiano
- Museo del salame di Felino, Felino
- Museo Il Mare Antico, Salsomaggiore Terme
- Museo della civiltà contadina, Zibello

## Provincia di Piacenza
Piacenza 
- Armeria di Piacenza
- Biblioteca comunale Passerini-Landi
- Collegio Alberoni
- Galleria d'arte moderna Ricci Oddi
- Kronos - Museo della cattedrale di Piacenza
- Museo capitolare di Sant'Antonino
- Museo Gazzola - Piacenza
- Museo Palazzo Costa
- Museo di storia naturale
- Musei civici di Palazzo Farnese:
  - Museo delle carrozze di Piacenza
  - Museo del Risorgimento
  - Museo archeologico
  - Pinacoteca di Piacenza

Bobbio
- Museo Collezione Mazzolini
- Museo dell'Abbazia di San Colombano, Bobbio
- Museo della città di Bobbio
- Museo diocesano di Bobbio
- Museo etnografico val Trebbia, Callegari di Cassolo Bobbio

Castell'Arquato
- Museo della Collegiata
- Museo geologico G. Cortesi
- Museo Illica
- Museo della Rocca

Monticelli d'Ongina
- Museo Civico di Monticelli d'Ongina
- Museo etnografico del Po e della Civiltà Contadina e Artigiana

 Altri 
- Museo Abbazia di Chiaravalle, Alseno
- Antiquarium di Velleia, Lugagnano Val d'Arda
- Museo archeologico di Pianello Val Tidone
- Museo archeologico di Travo
- Museo di arte sacra, Ottone
- Museo del Castello di Rivalta, Gazzola
- Museo etnografico della Val Tidone
- Museo della vite e del vino, Vigolzone
- MiM-Museum in Motion - Castello di San Pietro in Cerro
- Raccolta etnografica della civiltà contadina, San Giorgio Piacentino
- Villa Braghieri, Castel San Giovanni
- Villa Verdi, S.Agata Villanova sull'Arda
- Museo della Resistenza piacentina, località Sperongia di Morfasso

## Provincia di Ravenna
Ravenna 
- Museo arcivescovile di Ravenna
- Museo dantesco
- Museo d'arte della città di Ravenna
- Museo degli strumenti musicali meccanici Marini
- Museo nazionale di Ravenna
- Museo ornitologico e di scienze naturali
- Piccolo museo di bambole e altri balocchi
- Tutta l'avventura del mosaico (chiuso dal 2023)
- Museo Classis Ravenna
- Museo nazionale delle attività subacquee, Marina di Ravenna

Bagnacavallo
- Museo civico delle Cappuccine
- Ecomuseo della civiltà palustre, Villanova di Bagnacavallo

Bagnara di Romagna
- Museo parrocchiale di Bagnara di Romagna
- Museo P. Mascagni

 Cervia 
- Museo dei burattini e delle figure
- Mostra permanente M. Casadei
- Museo del sale

 Faenza 
- Museo civico di scienze naturali
- Museo dell'età neoclassica
- Museo internazionale delle ceramiche
- Pinacoteca Comunale

 Lugo 
- Casa G.Rossini
- Mostra permanente della Resistenza
- Museo F.Baracca

 Russi 
- Museo della vita contadina in Romagna
- Museo dell'arredo contemporaneo
- Raccolta di ceramica rustica romagnola e di campane
- Raccolta etnologica Romagnola

 Altri 
- Museo della battaglia del Senio, Alfonsine
- Museo l'Uomo e il gesso, Brisighella
- Antiquarium comunale, Castel Bolognese
- Giardino delle erbe Augusto Rinaldi Ceroni, Casola Valsenio
- Museo civico L.Varoli, Cotignola
- Museo della frutticoltura A.Bonvicini, Massa Lombarda
- Casa delle farfalle, Milano Marittima

## Provincia di Reggio Emilia
Reggio Emilia 
- Palazzo dei Musei (Musei Civici di Reggio Emilia);
- Galleria Parmeggiani;
- Museo del Tricolore;
- Palazzo Magnani
- Museo diocesano di Reggio Emilia-Guastalla
- Museo di storia della psichiatria - Padiglione Lombroso

Brescello
- Museo archeologico "Albino Umiltà"
- Museo di Peppone e Don Camillo, Brescello

Correggio
- Museo delle arti e delle tradizioni popolari
- Museo civico Il Correggio

Guastalla
- Museo della biblioteca Maldotti
- Museo della città di Guastalla

Montecchio Emilia
- Museo etnografico La Barchessa
- Museo del parmigiano reggiano, Montecchio Emilia

Novellara
- Museo civico Gonzaga
- Museo della civiltà contadina

San Martino in Rio
- Museo dell'agricoltura e del mondo rurale
- Museo dell'automobile

 Altri 
- Museo della civiltà contadina, Castelnovo ne' Monti
- Museo N.Campanini, Ciano d'Enza
- Museo dell'acqua, Collagna
- Museo Fratelli Cervi, Gattatico
- Museo nazionale delle arti naïves Cesare Zavattini, Luzzara
- Mostra permanente sull'età del bronzo, Poviglio
- Museo A.R.Giorgi, Reggiolo
- Museo della tarsia, Rolo
- La Terra e Le Piante, Villa Minozzo

## Provincia di Rimini
Rimini 
- Cineteca del Comune
- Museo degli sguardi (raccolte etnografiche)
- Museo della città
- Museo della piccola pesca e delle conchiglie
- Museo Fellini
- Museo nazionale del motociclo
- Museo dell'aviazione di Rimini
- Museo delle culture extraeuropee Dinz Rialto
- Museo del santuario della Madonna delle Grazie
- PART

Cattolica
- Museo della regina
- Antiquarium comunale

Montefiore Conca
- Castello di Montefiore Conca - Rocca Malatestiana
- Museo della Linea gotica
- Museo di minerali e fossili

Riccione
- Antiquarium civico di Riccione
- Museo del territorio di Riccione

 Saludecio 
- Museo di Saludecio e del beato Amato
- Collezione Ottaviani di cimeli garibaldini

 Santarcangelo di Romagna 
- Museo degli usi e costumi della gente di Romagna, (MET)
- Museo storico archeologico di Santarcangelo (MUSAS)
- Museo del gioco del pallone a bracciale e tamburello
- Mulino-museo Sapignoli

 Altri 
- Museo delle conchiglie, Bellaria-Igea Marina
- Museo naturalistico della riserva, Gemmano
- Museo paleontologico, Mondaino
- Museo civico archeologico, Verucchio